# 906 Repsolda
906 Repsolda је астероид главног астероидног појаса са средњом удаљеношћу од Сунца која износи 2,894 астрономских јединица (АЈ). 
Апсолутна магнитуда астероида је 9,5 а геометријски албедо 0,084.